# 圣安东尼奥-迪瓦古什
圣安东尼奥-迪瓦古什是葡萄牙阿威罗区的一个堂区。总面积9.64平方公里，总人口1773人，人口密度183.9人/平方公里。